# Высоково (Юрьево-Девичьевское сельское поселение)
Высоково — деревня в Конаковском районе Тверской области. Входит в состав Юрьево-Девичьевского сельского поселения.

## География
Находится в юго-восточной части Тверской области на расстоянии приблизительно 7 км на запад-юго-запад от центра города Конаково.

## История
Показана была на карте 1853 года
.

## Население
Численность населения: 1 человек (русские 100 %) в 2002 году, 1 в 2010.